# 元通天主教堂
元通天主堂位於四川省成都市崇州市元通镇麒麟街。文物遺址年代判定為清代。

## 建築
元通天主教堂由法国巴黎外方传教会传教士谷神父建于1903年。该堂主体为中式木结构建筑，而立面却是中西合璧，既具有巴洛克风格的元素，又包含丰富的中国元素，如匾额“诸圣之宗”、对联和浮雕仿挂帘。民国初年崇州发生反洋教运动，多数教堂被毁，而元通天主堂得以幸存。2019年1月10日公佈為第九批四川省文物保護單位。